# ボージョーアウンサン・スタジアム
ボージョーアウンサン・スタジアム（ビルマ語: ဗိုလ်ချုပ် အောင်ဆန်း အားကစားကွင်း、英語: Bogyoke Aung San Stadium）は、ミャンマー最大の都市ヤンゴンにある国内最大の多目的スタジアムである。

## 概要
ボージョーアウンサンとは、ビルマ建国の父であるアウンサン将軍(英: General Aung San)のこと。収容人数は40,000人。主にサッカーの試合に用いられる。現在、ミャンマーサッカーリーグのヤンゴン・ユナイテッドがホームスタジアムとして使用している他、サッカーミャンマー代表がホームスタジアムとして使用している。
1961年と1969年には、東南アジア競技大会のメイン会場となった。

## 交通アクセス
ミャンマー鉄道のヤンゴン環状線、ヤンゴン中央駅より徒歩約3分。
スタジアム付近には駐車場がほぼないため、公共交通機関の利用が推奨される。